# Советские и российские радиолокационные станции
Список советских и российских радиолокационных станций
| Фото | Название                                                                                                  | Словесное название | Начало эксплуатации | Место производства | Индекс ГРАУ 1РЛxxx | Классификации НАТО | Назначение         | Статус             |
| ---- | --- | ------------------ | ------------------- | ------------------ | ------------------ | ------------------ | ------------------ | ------------------ |
|      | П-8 смотреть https://www.radartutorial.eu/19.kartei/11.ancient/karte044.ru.html                           | Волга              | 1950                | ННИИРТ             |                    | Knife Rest A       | 2-координатная РЛС | Не эксплуатируется |
|      | П-12 смотреть https://www.radartutorial.eu/19.kartei/11.ancient/karte046.ru.html                          | Енисей             | 1956                | ННИИРТ             | 14                 | Spoon Rest         | 2-координатная РЛС | Не эксплуатируется |
|      | П-12МА смотреть http://library.voenmeh.ru/jirbis2/files/materials/ifour/book3/book_on_main_page/17.6.htm  | Сдвиг-2К           | 1956                | ННИИРТ             | 14                 | Spoon Rest A       | 2-координатная РЛС | Не эксплуатируется |
|      | П-12НА смотреть https://armforc.su/srk_p12.htm                                                            | Иртыш              | 1956                | ННИИРТ             | 14                 | Spoon Rest C       | 2-координатная РЛС | Не эксплуатируется |
|      | П-12НП смотреть https://armforc.su/srk_p12.htm                                                            | Иртыш              | 1956                | ННИИРТ             | 14                 | Spoon Rest B       | 2-координатная РЛС | Не эксплуатируется |
|      | П-14 смотреть https://www.radartutorial.eu/19.kartei/11.ancient/karte047.ru.html                          | Дружба             | 1959                | ННИИРТ             | 113                | Tall King          | 2-координатная РЛС | Эксплуатируется    |
|      | П-15 смотреть http://library.voenmeh.ru/jirbis2/files/materials/ifour/book2/book_on_main_page/17.22.htm   | Тропа              | 1955                | ННИИРТ             | 13                 | Flat Face A        | 2-координатная РЛС | Не эксплуатируется |
|      | П-18 смотреть http://library.voenmeh.ru/jirbis2/files/materials/ifour/book3/book_on_main_page/5.3.11.htm  | Терек              | 1971                | ННИИРТ             | 131                | Spoon Rest D       | 2-координатная РЛС | Эксплуатируется    |
|      | ПРВ-9 смотреть http://library.voenmeh.ru/jirbis2/files/materials/ifour/book2/book_on_main_page/17.31.htm  | Наклон-2           | 1960                | ЛЭМЗ               | 19                 | Thin Skin A        | Радиовысотомер     | Эксплуатируется    |
|      | ПРВ-10 смотреть http://library.voenmeh.ru/jirbis2/files/materials/ifour/book3/book_on_main_page/17.32.htm | Конус              | 1954                | ЛЭМЗ               | 12                 |                    | Радиовысотомер     | Не эксплуатируется |
|      | ПРВ-11 смотреть http://library.voenmeh.ru/jirbis2/files/materials/ifour/book3/book_on_main_page/17.33.htm | Вершина            | 1961                | ЛЭМЗ               | 119                | Side Net           | Радиовысотомер     | Не эксплуатируется |
|      | ПРВ-13 смотреть http://library.voenmeh.ru/jirbis2/files/materials/ifour/book3/book_on_main_page/17.34.htm |                    | 1965                | ЛЭМЗ               | 130                | Odd Pair           | Радиовысотомер     | Эксплуатируется    |
|      | ПРВ-16 смотреть http://library.voenmeh.ru/jirbis2/files/materials/ifour/book2/book_on_main_page/17.35.htm | Надежность         | 1970                | ЛЭМЗ               | 132                | Thin Skin          | Радиовысотомер     | Эксплуатируется    |
|      | ПРВ-17 смотреть http://library.voenmeh.ru/jirbis2/files/materials/ifour/book2/book_on_main_page/17.36.htm | Линейка            | 1984                | ЛЭМЗ               | 141                | Odd Group          | Радиовысотомер     | Эксплуатируется    |

- Струна-1 — относится к классу бистатических радаров (когда у прибора приемник и передатчик сигнала находятся не в одной точке, а установлены по отдельности); это позволяет значительно увеличить чувствительность радара в три раза по сравнению с обычными. Недостаток — он может поддерживать высокую чувствительность только в рамках небольшой области (зона обнаружения ограничена расстоянием между приемником и передатчиком — не больше 12 км в длину и 7 км в высоту).[1]